# 1507
| [ Edytuj tabelę ]                          | |
| Król Polski                                | - 1507 Zygmunt I Stary 1548 |
| Współksiążęta Andory                       | - 1472 Pere de Cardona 1512 - 1483 Katarzyna z Nawarry 1512 - 1484 Jan III 1516 |
| Król Anglii                                | - 1485 Henryk VII 1509 |
| Król Aragonii i Walencji, hrabia Barcelony | - 1479 Ferdynand Aragoński 1516 |
| Władca Azteków                             | - 1502 Montezuma II 1520 |
| Elektor Brandenburgii                      | - 1499 Joachim I Nestor 1535 |
| Książę Bawarii                             | - 1503 Albrecht IV Mądry 1508 |
| Sułtan Brunei                              | - 1473 Bolkiah 1521 |
| Cesarz Chin                                | - 1505 Zhengde 1521 |
| Król Czech                                 | - 1490 Władysław II Jagiellończyk 1516 |
| Król Danii                                 | - 1481 Jan Oldenburg 1513 |
| Dalajlama                                  | - 1475 Gendun Gjaco 1541 |
| Władca Egiptu                              | - 1501 Kansuh al-Ghauri 1516 |
| Cesarz Etiopii                             | - 1494 Naod 1508 |
| Król Francji                               | - 1498 Ludwik XII 1515 |
| Szach Iranu                                | - 1501 Isma’il I 1524 |
| Władca Inków                               | - 1493 Huayna Capac 1527 |
| Lord Irlandii                              | - 1485 Henryk VII Tudor 1509 |
| Cesarz Japonii                             | - 1500 Go-Kashiwabara 1526 |
| Kalif                                      | - 1497 Al-Mustamsik 1508 |
| Król Kastylii i Leónu                      | - 1506 Ferdynand Aragoński 1516 |
| Patriarcha Konstantynopola                 | - 1504 Pachomiusz I 1513 |
| Władca Korei                               | - 1506 Chungjong 1544 |
| Wielki książę litewski                     | - 1506 Zygmunt I Stary 1548 |
| Sułtan Maroka                              | - 1505 Muhammad al-Burtukali 1524 |
| Senior Monako                              | - 1505 Lucjan 1523 |
| Wielki książę moskiewski                   | - 1505 Wasyl III 1533 |
| Król Nawarry                               | - 1484 Katarzyna z Nawarry i Jan d’Albret 1516 |
| Król Norwegii                              | - 1483 Jan Oldenburg 1513 |
| Sułtan Omanu                               | - 1500 Muhammad ibn Isma’il 1529 |
| Elektor Palatynatu                         | - 1476 Filip 1508 |
| Papież                                     | - 1503 Juliusz II 1513 |
| Król Portugalii                            | - 1495 Manuel I 1521 |
| Cesarz Rzymski (niemiecki)                 | - 1493 Maksymilian I Habsburg 1519 |
| Kapitanowie Regenci San Marino             | - 1506 Antonio di Polinoro Lunardini Antonio di Maurizio Lunardini 1507 - 1507 Fabrizio di Pier Leone Corbelli Sammaritano di Andrea Tini 1507 - 1507 Marino di Niccolò di Giovanetto Leonardo di Giovanni di Belluzzi 1508 |
| Elektor Saksonii                           | - 1486 Fryderyk I Mądry 1525 |
| Król Szkocji                               | - 1488 Jakub IV 1513 |
| Król Szwecji                               | - 1504 Svante Nilsson Sture 1512 |
| Król Tajlandii                             | - 1491 Ramathibodi II 1529 |
| Sułtan Turków                              | - 1481 Bajazyd II 1512 |
| Doża Wenecji                               | - 1501 Leonardo Loredano 1521 |
| Król Węgier                                | - 1490 Władysław II 1516 |
| Cesarz Wietnamu                            | - 1505 Lê Uy Mục 1509 |
| Wielki mistrz zakonu krzyżackiego          | - 1498 Fryderyk Wettyn 1510 |

Rok 1507 / MDVII
stulecia: XV wiek ~
XVI wiek ~
XVII wiek

lata: 1497 «
1502 «
1503 «
1504 «
1505 «
1506 «
1507
» 1508
» 1509
» 1510
» 1511
» 1512
» 1517

## Wydarzenia w Polsce
- W Mielniku obradował Sejm Wielkiego Księstwa Litewskiego, rozpoczęty pod koniec 1506 roku[1].
- 24 stycznia-8 marca – w Krakowie obradował sejm koronacyjny[2].
- 24 stycznia – koronacja w katedrze wawelskiej Zygmunta I Starego przez arcybiskupa gnieźnieńskiego i prymasa Polski Andrzeja Boryszewskiego.
- Rozpoczęła się II wojna moskiewska.
- W Wilnie obradował Sejm Wielkiego Księstwa Litewskiego[3].
- Mikołaj Kopernik z nominacji kapituły fromborskiej został osobistym lekarzem biskupa. Opracował Komentarzyk o teoriach ruchu ciał niebieskich, pierwszy zarys teorii heliocentrycznej i rozpowszechnia go w licznych odpisach.

## Wydarzenia na świecie
- 4 kwietnia – Marcin Luter otrzymał święcenia kapłańskie w katedrze w Erfurcie.
- 25 kwietnia – niemiecki kosmograf Martin Waldseemüller na swej mapie Universalis Cosmographia po raz pierwszy użył określenia Ameryka.
- 5 czerwca – Diego de Deza złożył dymisję z funkcji Wielkiego Inkwizytora Kastylii-Leónu i Grenady.
- Papież Juliusz II ogłosił odpust w celu zdobycia środków na budowę kaplicy Sykstyńskiej.
- Portugalczycy zajęli Bahrajn.
- Władca Azteków Montezuma II odprawił ostatnią przed przybyciem Hiszpanów ceremonię rozpalenia Nowego Ognia.

## Urodzili się
- Anna Boleyn, królowa Anglii (zm. 1536)
- Inés Suárez, konkwistadorka, jedna z założycielek Santiago de Chile (zm. 1580)

## Zmarli
- 12 marca – Cezar Borgia, syn papieża Aleksandra VI, książę Romanii, kondotier (ur. 1475)
- 2 kwietnia – Franciszek z Paoli, włoski zakonnik, założyciel minimitów i minimitek, święty katolicki (ur. 1416)